# Ruina montium

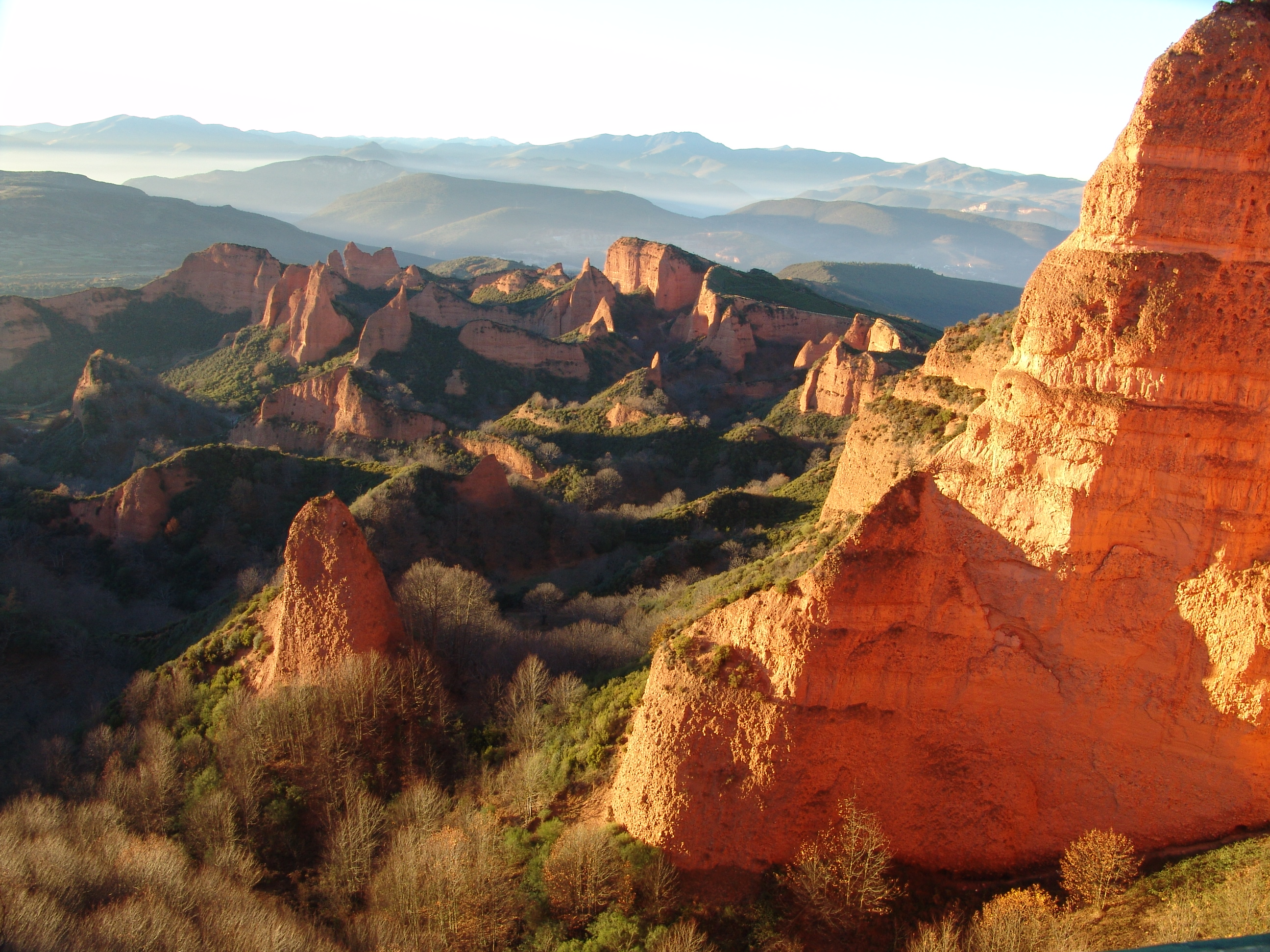
Yacimiento de Las Médulas, España

Ruina montium o cortas de minado era un sistema de minería usado en la Antigua Roma. Se basa en la fuerza del agua para derrumbar extensiones amplias de montaña y fue descrito por el historiador Plinio el Viejo en Naturalis Historia.
El oro se encuentra en nuestro mundo, dejando de lado el que, según se dice, es extraído por hormigas en la India o por grifos entre los escitas, de tres maneras: mediante partículas de los ríos, como en el Tajo de Hispania, el Po de Italia, el Hebro de Tracia, el Pactolo de Asia, y el Ganges de la India; y no hay oro más puro, pues ha sido pulido por el propio curso del agua y el roce. De otro modo, se extrae por medio de pozos excavados o se busca en el derrumbe de montañas (...) 
...
El tercer método supera las obras de los Gigantes: Se excavan túneles a lo largo de grandes distancias dentro de las montañas, iluminados con lámparas; la duración de las jornadas es la misma que la de las vigilias, y durante muchos meses no se ve la luz del día.

Este tipo de obra se llama arrugias. Las grietas se hunden de repente y sepultan a los trabajadores, de modo que ya parece menos temerario buscar perlas y púrpuras en las profundidades del mar. ¡Tanto más peligrosas hemos hecho las tierras! (...) 
Original en latín:
Aurum invenitur in nostro orbe, ut omittamus Indicum a formicis aut apud Scythas grypis erutum, tribus modis: fluminum ramentis, ut in Tago Hispaniae, Pado Italiae, Hebro Thraciae, Pactolo Asiae, Gange Indiae, nec ullum absolutius aurum est, ut cursu ipso attrituque perpolitum. alio modo puteorum scrobibus effoditur aut in ruina montium quaeritur (...) 
...
Tertia ratio opera vicerit Gigantum: cuniculis per magna spatia actis cavantur montes, lucernarum ad lumina; eadem mensura vigiliarum est, multisque mensibus non cernitur dies.

Arrugias id genus vocant. Siduntque rimae subito et opprimunt operatos, ut iam minus temerarium videatur e profundo maris petere margaritas atque purpuras. Tanto nocentiores fecimus terras. (...) 

## Técnica
Mediante  este sistema  los mineros excavaban galerías verticales de donde en diversos puntos partían otras horizontales y ciegas. En un momento dado, se soltaba en tromba a través de ellas agua, que previamente había sido acumulada en depósitos y presas, lo que provocaba la compresión del aire atrapado en su interior y hacía explotar el conglomerado de arcilla y roca que formaba la montaña. La masa de lodo obtenida se conducía por gravedad hasta los canales de lavado y filtrado. Los canales de filtrado eran estructuras de madera en las que se hacía pasar la masa resultante, una vez extraídos los cantos rodados, que se amontonaban formando lo que hoy conocemos como "murias" o "pedreiras", y se obtenía el oro a través de filtros realizados con ramas de brezo. Se precisaba de una gran cantidad de agua que se recolectaba por los alrededores mediante grandes infraestructuras hidráulicas y, así, en Las Médulas hay más de 400 km de canales con algunos de más de 100 km, y siempre a una altura superior a la de la explotación.
Tradicionalmente esta técnica fue atribuida a la ingeniería romana; sin embargo, el estudio de diversos castros astures cuyos materiales se adscriben únicamente a la Edad del Hierro (Castro de Ceruñales, Noceda del Bierzo, La Cogollina, Teberga) y cuyas defensas han sido excavadas mediante la técnica de Ruina Montium, permiten hoy día afirmar que se trataba de un sistema prerromano y tradicional de la minería de los astures.
Fue muy usado en la zona de Las Médulas, España, cuyo paraje ha quedado marcado con una singular y única forma a raíz de las obras realizadas bajo el dominio romano.